# 犬夜叉 (角色)
犬夜叉是高橋留美子的漫畫作品《犬夜叉》的主角。

## 概要
外觀年齡15歲，在阿籬墜落古井後，來到戰國時代之時，被發現封印在時代樹上。脾氣相當的暴躁，沉不住氣，非常愛面子又愛吃醋。可以自由經過古井往返於戰國時代及戈薇所在的現代世界。身上所穿紅衣為具有妖力的火鼠袍，是一件在被攻擊時具有防禦力，受到損害後還可以自動修復的衣服。而武器是一把叫鐵碎牙的幹刀。這把刀是用來壓制犬夜叉的妖力，否則犬夜叉在被逼到絕境時就會變成嗜血的妖怪。鐵碎牙外觀看來只是把武士刀；而使用時則會巨大化，隨著妖力提升，可以使出風之傷、爆流破以及其他招式。另外也能使用爪子來進行攻擊，名稱為「散魂鐵爪」和「飛刃血爪」。犬夜叉的父親是被稱為犬大將（鬥牙王）的大妖怪，而他的母親是人類世界中某城主之女的十六夜公主；所以他是一個具有一半人類血統，一半妖怪血統的「半妖」。他還有個同父異母的哥哥—殺生丸，殺生丸和犬夜叉不一樣，是個真正的犬妖，但他絕不承認殺生丸是他哥哥。犬夜叉為了找回被射成碎片的四魂之玉，還有討伐害死桔梗的兇手奈落，與日暮籬一起踏上旅途。
對於阿籬時常要離開幾天回學校一事常感到不滿，亦會偶爾利用古井跑到現代世界去，對於現代世界的一切事物感到無法理解，但和阿籬的家人建立起不錯的關係，特別是阿籬的弟弟草太相當仰慕他，而他本人亦喜歡吃阿籬帶到戰國時代的泡麵和洋芋片。

## 戰鬥能力

### 招式

#### 散魂鐵爪
利用雙手的利爪，迅速的揮動以達到撕裂敵人的一種攻擊招式。

#### 飛刃血爪
當犬夜叉遭受敵人攻擊並且受傷時，能將妖力注入自己的血液中，使血硬化，再把它當作飛刃射向敵人，以達到攻擊敵人或分散其注意力的效果。

### 持有物

#### 铁碎牙（武器）
铁碎牙是犬大将所持有且专门保护人类的刀，是以大妖怪犬大将的左侧犬齒由刀刀齋打造而成，可以吸收被击败的對手的力量而得到新的招術。
作为犬大将临终前送给犬夜叉的武器，为了让犬夜叉这个具有特殊体质的半妖成为铁碎牙的唯一使用者，便为铁碎牙施加了阻止纯妖怪靠近的结界。相反，如果人类拿取铁碎牙，虽然不受结界限制，但是由于没有妖力，也将无法发挥铁碎牙的任何威力。
| 攻击招式   | 简介 | 说明 |
| ---------- | --- | --- |
| 風之傷     | 发挥铁碎牙威力的初级招式，是其他招式的前置招式，也是一挥之下可灭百敌的代表招式。                                         | 在两股妖气流相遇的夹缝中挥动铁碎牙，即可发挥出一挥之下可灭百敌的威力。 由于铁碎牙本身即为犬夜叉父亲的獠牙打造，其具有自我形成妖气流的能力，所以使用者可以轻易使出風之傷。 强化状态“血红铁碎牙”使出的風之傷可以用来破坏结界。                                                 |
| 爆流破     | 风之傷的特殊使用方式。基本上是一击取胜的招式。(鐵碎牙的奧義)                                                             | 第一次出現在動畫版第54集，與龍骨精戰鬥时。 將對方的妖氣捲入風之傷中，使妖氣逆流的必殺招數，纏繞在一起的風之傷和妖氣，會形成漩渦，然後再反彈回去。 限制：反弹的招式必须在风之傷（铁碎牙）可承受的妖力范围内，否则无效（例：丛云牙的狱龙破，鬥鬼神的蒼龍破）。                 |
| 血紅鐵碎牙 | 斬開能製造結界的血珊瑚并吸收其妖力，變成專破結界的血紅鐵碎牙。                                                           | 變成專破結界的血紅鐵碎牙可以直接斬擊結界或打出帶有破結界力量的風之傷擊破結界，但故事後期強化過的奈落的結界無法斬破。 |
| 金剛枪破   | 吸收了掌管宝石的妖怪“宝仙鬼”的妖力后的铁碎牙，可以打出無數的槍狀金剛石进行攻擊，可以破坏更强力的结界，打出更强力的伤害。 | 此招式是破解奈落進化版結界的重要關鍵。 與當時最後一片四魂之玉持有者，也是犬夜叉之父生前的勁敵寶仙鬼爭鬥時，在奈洛攻擊之實因犬夜叉選擇保護同伴放棄取得寶仙鬼的妖力。寶仙鬼受其義行影響使用此招砍破奈洛釋放的瘴氣與其結界，並將此招授予鐵碎牙上。                              |
| 金刚爆流破 | 吸收敵人力量并加以用金刚枪破一同打出。破坏力高于金刚枪破。                                                               | 为犬夜叉在紅蓮之蓬萊島對四闘神時吸收对方力量后加以用金刚枪破打出。 |
| 龍鱗鐵碎牙 | 吸收了夺魂的铁碎牙变成龍鱗化的状态，具有强烈吸收对方妖气的能力。                                                         | 奪魂殺死龍人後，從龍人身上獲得吸取妖氣的龍鱗化能力，後被鐵碎牙砍斷，因而龍鱗化的能力變為鐵碎牙所有。犬夜叉通過了妖灵大圣的修行獲得了看到对方妖气漩渦的妖穴能力。斬开对方妖穴後直接吸收對方大量妖氣就是龍鱗鐵碎牙的使用方法。對弱的妖怪使用會一擊即死。                       |
| 冥道殘月破 | 打開冥道並將敵人直接吸入冥界埋葬。                                                                                       | 吸收了殺生丸在無法斬人的刀“天生牙”上培育出來的招式，凭借殺生丸的力量畫出通往冥界的通道，將敵人直接吸入冥界，冥道越圓吸力就越大。但因为铁碎牙是一柄斩殺之刀，所以在这个招式完全被犬夜叉掌握后，會根據犬夜叉的資質而改變，可以打出數個刀刃状的冥道直接斬擊對方並将其吸入冥道。 |

#### 火鼠袍子
《電影版天下霸道之劍》裡犬夜叉的父親給予犬夜叉的母親，之後給予犬夜叉。能保護使用者；受到損壞時能自動修復。

#### 言靈念珠
漫畫中製作者不明。動畫中製作者為「桔梗」。只要阿籬（戈薇）喊出「坐下」，便可通過念珠的力量讓犬夜叉暫時老實。